# بن عبد المالك رمضان (ولاية مستغانم)
بلدية بن عبد المالك رمضان مدينة و بلدية جزائرية تابعة لولاية مستغانم بدائرة سيدي لخضر. حسب إحصاء سنة 1998 فيبلغ عدد سكانها 12,577 نسمة.